# 조셉 빈센트 브래디
조셉 빈센트 브래디(Joseph Vincent Brady, 1922년 3월 28일 ~ 2011년 7월 29일)는 미국 심리학자, 신경 과학자 및 행동 약리학의 선구자였다. 행동 약리학의 창시자로서의 지위 외에도 그는 약물 남용 및 치료, 우주 탐사 및 인간 연구 윤리 분야에서 상당한 공헌을 했다.

## 관리자 원숭이
조셉 빈센트 브래디가 1958년 SA(Scientific American)에 발표한 '관리자 원숭이와 궤양'(Ulcers in Executive Monkeys)으로 잘알려진 관리자 원숭이 연구(Executive Monkey Study)는 궤양과 스트레스와의 관계를 실험법으로 연구한 대표적인 심리학적 실험이었다.
이 실험에서 브래디는 고통(충격자극)을 조절할 수 있는 관리자 원숭이와 자극을 받는 피충격 원숭이를 대상으로 관리자 원숭이가 충격을 받는 원숭이의 자극을 보다 적게 하기 위해 애쓰는 스트레스로 궤양이 유발되는 상관관계를 연구하였다. 관리자 원숭이와는 다르게 충격자극을 받는 원숭이는 고통을 감수하고 스트레스는 더 적게 받는것으로 보고되었다.

## 같이 보기
- 신경영양인자
- 연구방법론